# Kwatera Naczelnego Dowództwa Wojsk Lądowych w Mamerkach

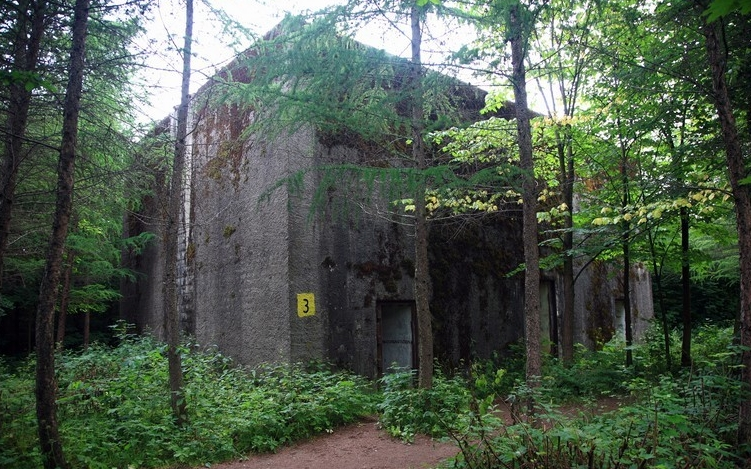
Kwatera Naczelnego Dowództwa Wojsk Lądowych

Mamerki (niem. Mauerwald) – stanowisko dowodzenia Naczelnego Dowództwa Wojsk Lądowych (OKH) w Mamerkach kryptonim „Anna” (OKH – Skrót od niem. Oberkommando des Heeres – Dowództwo Wojsk Lądowych).
Kwatera w Mamerkach znajduje się przy drodze Radzieje – Węgorzewo, 18 km na północny wschód od Wilczego Szańca. Położona jest w lesie pomiędzy zachodnim brzegiem jeziora Mamry a linią kolejową Kętrzyn – Węgorzewo. Północną granicę kwatery stanowi Kanał Mazurski.

## Opis ogólny
Kwatera w Mamerkach – „Anna” podzielona była na trzy strefy „Fritz” („Fritz” od Fryderyka II Hohenzollerna), „Quelle” – „Źródło” oraz „Brigitten-Stadt” – czyli „Miasto Brygidy”. Strefa „Quelle” znajdowała się pomiędzy drogą Radzieje – Węgorzewo, a brzegiem jeziora Mamry i znajdowało się tam kwatermistrzostwo wojsk lądowych. Strefa „Fritz” ulokowana była pomiędzy wymienioną drogą a linią kolejową Kętrzyn – Węgorzewo. „Miasto Brygidy” znajdowało się po lewej stronie drogi Radzieje – Węgorzewo, na południe od strefy „Fritz”. Na terenie kwatery w Mamerkach znajdowało się około 140 obiektów o konstrukcji trwałej, w tym schrony typu ciężkiego (zachowane), schrony o odporności typu „B”, obiekty murowane z cegły oraz około 80 baraków drewnianych. Kwatera w Mamerkach była siedzibą Sztabu Generalnego (OKH) od końca czerwca 1941 do grudnia 1944. W okresie od 16 lipca 1942 do 1 listopada 1942 i od 17 lutego 1943 do 13 marca 1943 kwatera czasowo przeniesiona została do Winnicy na Ukrainie. W roku 1943 po zbombardowaniu Peenemünde kwatera została częściowo rozśrodkowana do koszar w Giżycku (obecnie ul. Moniuszki) i Węgorzewa (hotele). W tym czasie rozpoczęto budowę wzmocnionych schronów.
W kwaterze mieszkało około 1500 oficerów i żołnierzy, w tym ok. 40 generałów. Komendantem kwatery był gen. Walter von Gündel. Na terenie kwatery był dworzec kolejowy, a ulice miały swoje nazwy. Komunikację ze światem zewnętrznym zapewniał transport kolejowy (pociągi kurierskie codziennie docierały tu z Berlina poprzez Wilczy Szaniec) oraz lotniczy. Generałowie korzystali z samolotów startujących z lotniska Kętrzyn-Wilamowo. Ogólna powierzchnia kwatery wynosiła około 250 ha.
Przy wjeździe do kwatery od strony południowej znajdowała się Wartownia „Południe”, a Wartownia „Północ” przed Kanałem Mazurskim, przy rozwidleniu drogi do leśniczówki Mokre. Wartownia „Zachód” obok linii kolejowej na terenie strefy „Fritz”. Wartownia „Środek” w centrum kwatery, na lewo od drogi (wyłożonej brukiem – ulica Dworcowa) biegnącej do dawnej stacji kolejowej, tuż przy skrzyżowaniu z drogi (ulicy Głównej) Przystań – Pniewo. Bezpośrednią ochronę kwatery zapewniał batalion wartowniczy, którego dowódcą był major Mathes. Batalion miał swoją placówkę na wyspie Upałty i Diablej Górze. Kwatera otoczona była zasiekami z drutu kolczastego, ale nie było tu pola minowego.

## Budowa kwatery

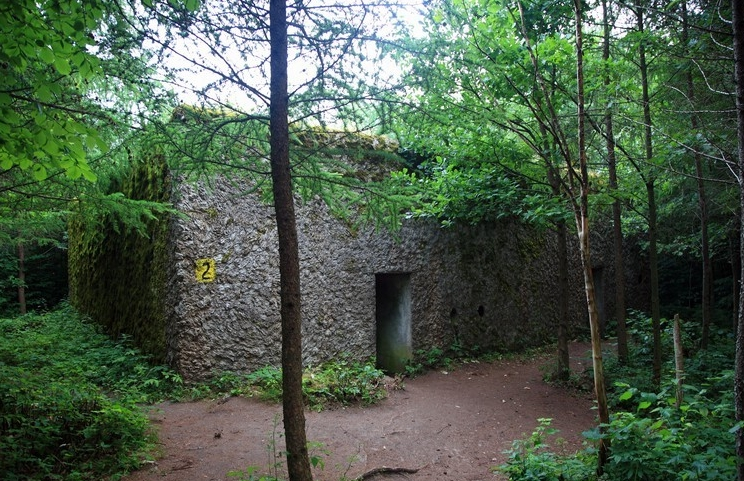
Kwatera Naczelnego Dowództwa Wojsk Lądowych

Budowę kwatery w Mamerkach prowadzono równolegle z kwaterą główną Adolfa Hitlera w Wilczym Szańcu pod przykrywką firmy Chemische Werke „Askania”. Kwaterę budowała Organizacja Todta. (Jej biuro wykonawcze na Europę Środkową i Wschodnią o kryptonimie „Tannenberg I” znajdowało się w Kętrzynie, współcześnie ul. Asnyka). W pierwszym etapie jej budowy wykorzystano robotników zatrudnionych przy budowie Kanału Mazurskiego oraz gotową infrastrukturę techniczną do produkcji betonu. Robotnicy Organizacji Todt skoszarowani byli w okolicach Węgielsztyna i Radziejach. Kwaterę budowała też duża firma budowlana Simensa (Siemens-Bauunion GmbH, firma ta pod koniec XX w. budowała schrony dla Saddama Husajna i firmy budowlane z Węgorzewa. Ze względu na utrzymanie tajemnicy robotnicy na jednej budowie pracowali po kilka miesięcy. Wszystkie obiekty na terenie Mamerek posiadały instalacje: elektryczną, telefoniczną, wodno-kanalizacyjną i centralnego ogrzewania. Schrony typu ciężkiego posiadały standardowy system wentylacji z filtrami na wypadek ataku gazowego.

### Obiekty mieszkalne i użytkowe
- Schrony o odporności typu „B”
- Schrony typu ciężkiego
- Budynki murowane, np. dom gen. Wagnera o wymiarach zewnętrznych 20 × 8 m (z kominkiem, tarasem widokowym na Mamry). Dom znajdował się w strefie „Quelle” przy ul. Zdrojowej, na południowy wschód od jego schronu typu ciężkiego.
- Baraki drewniane produkowała firma Klaus Ackermann-Eisenenbetonbau Werenvertrieb GmbH. Były to standardowe obiekty o komfortowym wyposażeniu zamawiane na potrzeby Wehrmachtu. Typowy barak posiadał wymiary 20 × 8,1 m. Dowożony był w elementach (masa 19 ton) i ustawiany na wcześniej przygotowanych fundamentach. Zależnie od przeznaczenia mógł służyć jako hotel, lub biurowiec.
- Sauny.
- Stajnie – konie do jazdy wierzchem, znajdowały się w północnej części stref „Quelle” i „Fritz”.

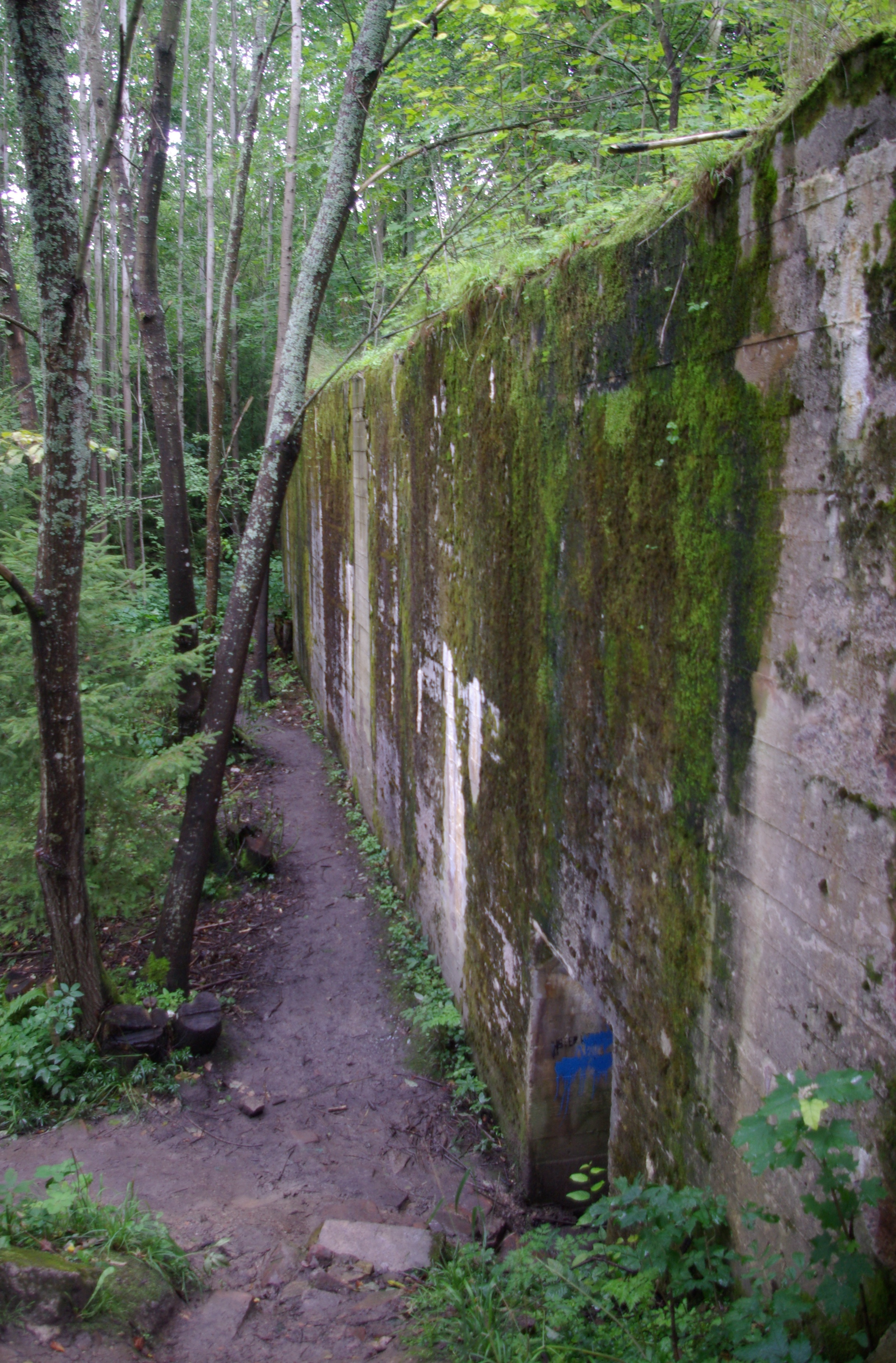
Schron Centrum Łączności w „Mieście Brygidy”

### Obiekty infrastruktury technicznej
- Stacja pomp (nad jeziorem Mamry, na prawo od drogi biegnącej do jeziora obok leśniczówki) w strefie „Quelle”
- Schron pompowni i uzdatniania wody (obok wartowni „Środek” strefa „Fritz”)
- Schrony kotłowni centralnego ogrzewania w strefie „Fritz”
- Schrony stacji transformatorowych. Po jednym w strefie „Quelle” i „Fritz”
- Schrony siłowni energetycznych. W wypadku odcięcia dopływu energii elektrycznej z zewnątrz kwatery, w obiektach tych ustawione były agregaty prądotwórcze – „Fritz”
- Zbiorniki przeciwpożarowe – „Miasto Brygidy”
- Schrony centrum łączności (300 m² powierzchni) – „Miasto Brygidy”

Kwaterę w Mamerkach rozbudowywano do 1944. Obiektów na terenie kwatery w Mamerkach Niemcy nie wysadzili w przeciwieństwie do Wilczego Szańca czy kwatery Himmlera k. Pozezdrza.

## Strefa „Quelle”
Strefa „Quelle” (Źródło) była siedzibą głównie Generalnego Kwatermistrzostwa (OKH). Położona była w lesie między drogą Pniewo – Przystań, a Jez. Mamry. Na terenie tej strefy były 63 obiekty budowlane, w tym dwa schrony typu ciężkiego. Schron tego typu użytkowany był przez gen. Urlicha Lissa – szefa Oddziału Obce Armie „Zachód”. Dalej na północ znajduje się schron tego samego typu gen Eduarda Wagnera – generalnego kwatermistrza OKH.
Bez wiedzy Hitlera 25 czerwca 1942 odbyła się tu narada u głównego kwatermistrza (OKH) gen. E. Wagnera w sprawie wykorzystania na froncie rosyjskich ochotników i jeńców z Armii Czerwonej. Koncepcja ta została zrealizowana później przy tworzeniu ROA.

## Strefa „Fritz”
24 czerwca 1941 mieszkał tu feldmarszałek Walther von Brauchitsch usunięty ze stanowiska 19 grudnia 1941 za klęskę pod Moskwą. Wówczas Hitler objął dowództwo bezpośrednie nad wojskami lądowymi.
W ramach pionów pracujących na rzecz Sztabu Generalnego (OKH) w strefie „Fritz” znajdowały się:
- Szef Sztabu Generalnego (OKH): gen. Franz Halder do 24 września, po nim gen. Kurt Zeitzler do 27 lipca 1944, potem gen. Heinz Guderian.
- Szef Wydziału Operacyjnego: gen. Adolf Heusinger, później płk Bogislaw von Bonin i gen. Walther Wenck.
- I Zastępca Szefa Wydziału Operacyjnego: Friedrich Paulus do 4 lutego 1942, po nim gen. Günther Blumentritt.
- Szef Wydziału Organizacyjnego: gen. Hellmuth Stieff, po nim gen. Walther Buhle, po 20 lipca 1944 płk Wendland. W okresie od 21 czerwca 1941 do stycznia 1943 w wydziale tym pracował Claus von Stauffenberg.
- Szef Wydziału Łączności: gen. Erich Fellgiebel, po 20 lipca 1944 gen. Albert Braun.
- Szef Wydziału Transportu: gen. Rudolf Gercke.
- Oddział XII „Obce Armie Wschód” (niem. Fremde Heere Ost)
- Oddział Attachatów Wojskowych – zajmował się nadzorowaniem attachatów własnych i obcych. W Mamerkach akredytowani byli attaché wojskowi: fiński gen. Taveles, węgierski gen. Vasvary i japoński gen. Banzai.
- Zarząd Personalny (OKH). Jego szefowie: gen. Bodwin Keitel (brat feldmarszałka Keitla) – do 1942, później gen. Rudolf Schmundt, a od 1 października 1944 gen. Wilhelm Burgdorf.
- Przedstawicielstwa poszczególnych rodzajów wojsk: piechoty, artylerii, inżynieryjnych, chemicznych, lotnictwa i marynarki wojennej (komandor Conradi). Generałowie reprezentujący wymienione specjalności mieli tu swoje sztaby robocze.

Na terenie strefy „Fritz” miał swoją siedzibę komendant kwatery w Mamerkach gen. Walter von Gündel. Gündel zajmował część budynku w kształcie podkowy, usytuowanego przy ul. Bukowej. Ulica ta odchodziła w prawo od ul. Dworcowej i biegła do niej równolegle, także do stacji kolejowej. W budynku tym znajdowało się kasyno i pomieszczenia dla kartografów.

## Strefa „Miasto Brygidy”

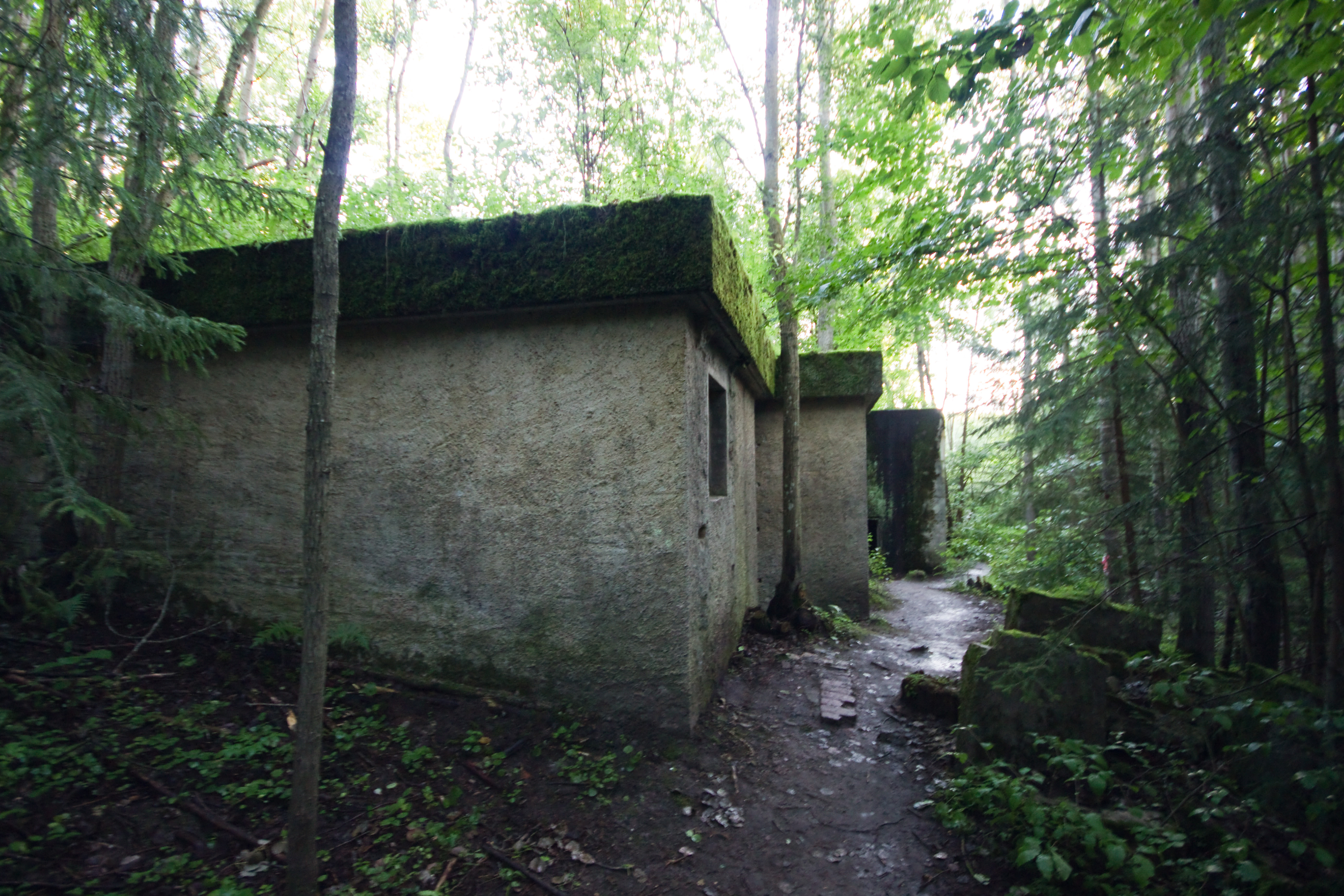
Budynek poczty w „Mieście Brygidy”

Położone jest na południe od strefy „Fritz” i na lewo od drogi Pniewo-Przystań. Na terenie tej strefy znajdowały się: najważniejsze w czasie II wojny Centrum Łączności (bunkry 28 i 30 połączone 30 m podziemnym tunelem) – obecnie Muzeum II Wojny Światowej, budynek poczty (29), służby pomocnicze łączności, służby pomocnicze obsługi sztabu, izba chorych i stołówka obsługi łączności. W pobliżu znajduje się rozpoczęta budowa dużego schronu o wymiarach (w obrysie fundamentów) 75 × 37 m. Na krańcu południowym tej strefy są 2 budynki między innymi kino, w chwili obecnej znajduje się tam Muzeum Tajnej Broni III Rzeszy, replika U-Boota i wystawa związana z Kanałem Mazurskim.

## Wizyty w Mamerkach
- 30 czerwca 1941 – Adolf Hitler (urodziny gen. Haldera).
- 25 sierpnia 1941 – Hitler z Mussolinim (przyjechali pociągiem motorowym kursującym na linii kolejowej z Wilczego Szańca).
- 9 września 1941 – Miklós Horthy (węgierski dyktator).
- 11 lutego 1942 – Ion Antonescu (dyktator Rumunii).
- 27 czerwca 1942 – Carl Gustaf Mannerheim (marszałek fiński).
- 14 lipca 1942 – Hitler (jubileusz 40-lecia służby wojskowej gen. Haldera).

## Przygotowanie zamachu na Hitlera
Zamach na Adolfa Hitlera był przygotowywany w Mamerkach. Spiskowi sprzyjała atmosfera panująca wśród niemieckiej generalicji wywodzącej się głównie z arystokratycznych rodzin niemieckich. Wyżsi oficerowie uważali Hitlera za parweniusza. Sytuacja na froncie wschodnim w kontekście błędnych decyzji Hitlera była bardzo krytycznie oceniana przez sztabowców z Mamerek. Oficerowie byli przeświadczeni, że przed nieuchronną klęską Niemiec może uchronić tylko odsunięcie Hitlera od władzy. Było to możliwe tylko w wyniku jego fizycznej likwidacji.
W grupie generałów bezpośrednio zaangażowanych w spisek przygotowywany przez Stauffenberga byli: Hellmuth Stieff, gen. Eduard Wagner, gen. Erich Fellgiebel oraz oficerowie niższych stopni m.in.: kpt. Hans von Herwarth, kpt. Joachim Kuhn i por. Albrecht von Hagen.
Spiskowcy opracowali szczegółowy plan przejęcia władzy z obsadą personalną najważniejszych stanowisk w Rzeszy.
Ładunek wybuchowy przeznaczony dla Hitlera w październiku 1943 przywiózł Stauffenberg. Ładunek początkowo przechowywał w swojej sypialni gen. Stieff. Po wyjeździe generała na urlop 20 listopada 1943, ładunek przechowywali inni oficerowie. W obawie przed przypadkowym odkryciem ładunku w nocy 28 listopada 1943 Joachim Kuhn i Albrecht von Hagen zakopali niebezpieczny ładunek oraz oddzielnie tajne dokumenty. Podejrzany ruch w nocy zauważyły służby ochrony kwatery. W dzień za pomocą psów tropiących odnaleziony został ładunek wybuchowy. W celu ukrycia informacji o ładunku przed Gestapo płk Werner Schrader z Wydziału Ogólnowojskowego (OKH) interweniował u szefa Sztabu Generalnego (OKH) gen. Kurta Zeitzlera, aby sprawą zajęła się własna komisja dochodzeniowa.
Po zamachu na Hitlera 20 lipca 1944, wówczas już mjr Kuhn ostrzeżony został przez gen. Gustawa von Zielberga o grożącym mu aresztowaniu. Kuhn wkrótce przedostał się przez front i zbiegł do ZSRR.

## Kwatera po 1944
17 lutego 1945 oficerowie GRU odnaleźli w Mamerkach zakopane przez Joachima Kuhna w szklanych pojemnikach dokumenty. Kuhn był więźniem NKWD do 1956. Dokumenty znalezione w Mamerkach pozostawały tajne do 2002. Wykazy oficerów zaangażowanych w spisek (szczególnie tych, których ominął Trybunał Ludowy) miały budzić szczególne zainteresowanie służb.
Od 1945 w kwaterze pozyskiwano różnego typu surowce: rury, kable, kostkę brukową, meble i całe baraki. Setki ton stali zbrojeniowej miały trafić na budowę FSO na Żeraniu. Podobnie jak z Wilczego Szańca, część baraków z Mamerek trafiła na Jelonki – Osiedle Przyjaźń w Warszawie, gdzie służyły jako hotele dla budowniczych Pałacu Kultury.